# Jan Malmstedt
Jan Malmstedt, född 1939 på Lidingö, är en svensk journalist och författare.

## Biografi
Malmstedt genomgick Journalistinstitutet i Stockholm 1961–1962 och Nordisk journalistkursus (Århus, Danmark) 1965. Han avlade socionomexamen 1970 (teoretisk linje med socialpolitik som huvudämne).
Malmstedt började sitt journalistiska yrkesliv på Lidingös lokaltidningar och arbetade efter utbildningen på Svenska Dagbladet och Aftonbladet. Han blev därefter redaktör för tidningar inom det sociala, psykologiska och pedagogiska området, Socionomen (1971–1977) och Psykologtidningen (1977–1980) samt Fackläraren (1981–1990). När Svenska Facklärarförbundet och Sveriges Lärarförbund slogs samman 1990 blev han förlagschef på det nya Lärarförbundet. De sista två åren före pensioneringen 1999 ansvarade han för utveckling av förbundets webbplats.